# Јасмина
Јасмина, понекад Јасминка, као варијанта женског рода, и Јасмин, понекад Јасминко, као мушка варијанта, добијају имена која се користе у Босни и Херцеговини, Хрватској, Македонији, Црној Гори, Србији, Бугарској и Словенији, а исто као и име Јасмин, које је уобичајен облик у немачком, романском и енглеском језику, иако скоро увек као женска варијација.

## Порекло
Ова дата имена, варијације у женском и мушком роду, односе се на цвет из рода јасмина жбуна и винове лозе из породице маслина, чије име таксона на крају потиче етимолошки из староперсијског, Yasameen ( прев. Дар од Бога), који се на перзијском користи као име Јасмин.

## Варијанте и правопис
У српскохрватском, словеначком и македонском језику, Јасмин (женски) и Јасмин (мушки род), је уобичајено писање, међутим, постоје и друге варијације ових имена, као што су: Јасминко за мушки род и Јасминка за варијацију женског рода и начини писања. Међутим, претпоставља се да су варијације Јасмина и Јасмин најпопуларније код босанских муслимана, док су варијације Јасминка и Јасминко код Срба, Хрвата и осталих бивших Југословена.

## Употреба
Познати људи са именом укључују:
- Јасмина Ђокић, српска сликарка
- Јасминка Домаш, књижевница, новинарка и научница
- Јасмина Михајловић (1960) српска књижевница и књижевна критичарка
- Јасмина Перазић (1960) бивша српска кошаркашица
- Јасмина Тешановић (1954), српска феминистичка ауторка и политичка активисткиња

## Популарна култура
Употреба имена у популарној култури укључује албум Јасмину Даде Полументе. Ајде, ајде Јасмина је песма босанскохерцеговачког поп певача Здравка Чолића.